# Chbanate
Chbanate är en ort i Marocko.   Den ligger i regionen Fès-Meknès, 140 km öster om huvudstaden Rabat.